# Braydon Hobbs
Braydon Alexander Hobbs (New Albany, Indiana, 17 de mayo de 1989) es un exjugador de baloncesto estadounidense. Mide 1,96 metros de altura y ocupaba la posición de Alero.

## Trayectoria deportiva

### Universidad
Se formó como jugador en la Universidad de Bellarmine de la NCAA 2 estadounidense. En su último año de universitario promedió 12,3 puntos y 5,7 asistencias, siendo uno de los pilares para que su equipo alcanzara la final four de 2012 y siendo además nombrado como jugador del año de dicha competición.

### Profesional
Tras finalizar su periplo en la universidad fichó por el equipo australiano de los Mackay Meteors de la Queensland Basketball League (QBL). club en que también tuvo un desempeño muy destacado, lo que le valió para conseguir un contrato en España con el Cáceres Ciudad de Baloncesto, para disputar la LEB Oro 2012/13.
En mayo de 2013, Hobbs regresó a la QBL, para firmar con los Gladstone Port City Power.
En agosto de 2013, tras concluir la temporada de la liga QBL, firmó por una temporada por el equipo húngaro del Alba Fehérvár.
El 7 de agosto de 2014 fichó por el equipo alemán del Nürnberger BC.
En abril de 2015, Hobbs firmó por los Mackay Meteors de la liga QBL, club australiano en el que ya había militado en 2012.
El 9 de junio de 2015, firmó por el Gießen 46ers alemán.
El 17 de junio de 2016 firmó con el ratiopharm Ulm alemán por una temporada.
El 4 de julio de 2017 firmó por dos temporadas con el equipo alemán del Bayern de Múnich.
El 1 de julio de 2019 firmó por dos temporadas con el equipo alemán del EWE Baskets Oldenburg.

El 2 de julio de 2021 se hizo oficial su fichaje por dos temporadas con el Monbus Obradoiro.

En agosto de 2022 regresó a Alemania para fichar por el Basketball Löwen Braunschweig de la Basketball Bundesliga.